# Leptotarsus tapleyi
Leptotarsus tapleyi är en tvåvingeart som först beskrevs av Alexander 1923.  Leptotarsus tapleyi ingår i släktet Leptotarsus och familjen storharkrankar. Inga underarter finns listade i Catalogue of Life.